# Ba Sơn
Ba Sơn là một xã biên giới thuộc tỉnh Lạng Sơn, Việt Nam.

## Địa lý
Xã Ba Sơn có vị trí địa lý:
- Phía bắc và đông giáp Trung Quốc
- Phía nam giáp xã Mẫu Sơn
- Phía tây giáp xã Cao Lộc và xã Công Sơn

Theo thống kê năm 2024, xã có diện tích 154,96 km², dân số là 10.416 người, mật độ dân đạt 67 người/km².

## Lịch sử
Ngày 1 tháng 7 năm 2025, Ủy ban Thường vụ Quốc hội ban hành Nghị quyết số 1672/NQ-UBTVQH15 về việc sắp xếp các đơn vị hành chính cấp xã của tỉnh Lạng Sơn năm 2025. Theo đó,Sắp xếp toàn bộ diện tích tự nhiên, quy mô dân số của xã Mẫu Sơn (huyện Cao Lộc), Cao Lâu và Xuất Lễ thành xã mới có tên gọi là xã Ba Sơn.